# Matteo Maria Zuppi
Matteo Maria Zuppi (sinh 1955) là một Hồng y người Italia của Giáo hội Công giáo Rôma. Ông hiện đảm nhận vai trò Tổng giám mục Tổng giáo phận Bologna. Trước đó, ông từng làm giám mục phụ tá giáo phận Rôma từ năm 2012 đến năm 2015. Ông được thăng Hồng y trong công nghị Hồng y ngày 5 tháng 10 năm 2019 và đảm nhận cương vị Chủ tịch Hội đồng Giám mục Italia từ tháng 5 năm 2022.
Giáo dân gọi ông với cái tên thân mật là don Matteo. Ông được nhận định là khuôn mẫu của hàng giám mục theo tinh thần của Giáo hoàng Phanxicô.

## Tiểu sử
Matteo Maria Zuppi sinh ra tại Rome vào ngày 11 tháng 10 năm 1955. Ông là cháu của Hồng y Carlo Confalonieri, trước đây là niên trưởng Hồng y đoàn. Zuppi học tại chủng viện Palestrina và tham dự các khóa học chuẩn bị cho chức tư tế tại Đại học Lateranô và nhận văn bằng cử nhân Thần học tại đây. Ngoài ra, ông còn có văn bằng về Văn học và Triết học tại Đại học Rome.
Trước khi trở thành linh mục, Zuppi là một trong cách sáng lập viên Cộng đoàn Sant'Egidio, một cộng đoàn được thành lập trong khu vực Trastevere theo sáng kiến của một vài sinh viên. Sau đó, ông trở thành linh mục đồng hành trong hơn 10 năm cho cộng đoàn này. Với vai trò này, ông tham gia làm trung gian hòa giải chính trị, nổi bật là trường hợp ở Mozambique. Tháng 4 năm 2017, ông đóng vai trò trung gian hòa giải ở Bayonne về việc giao nộp vũ khí của tổ chức ly khai basque.
Matteo Maria Zuppi được thụ phong linh mục cho giáo phận Palestrina vào ngày 9 tháng 5 năm 1981 với nghi thức truyền chức cử hành bởi giám mục giáo phận Palestrina Renato Spallanzani. Vài năm sau đó, ông trở thành linh mục giáo phận Rôma vào ngày 15 tháng 11 năm 1988.
Năm 2006, ông được trao tặng danh hiệu Chaplain of His Holness - Tuyên úy của Giáo hoàng.
Matteo Maria Zuppi từng đảm nhận các vai trò khác nhau: linh mục chính xứ Nhà thờ S. Croce alla Lungara từ năm 1983 đến 2012, linh mục phó giáo xứ Santa Maria tại Trastevere từ năm 1981 đến năm 2000.
Từ năm 2000, Đức ông Zuppi được chọn làm linh mục chính xứ giáo xứ Santa Maria tại Trastevere. Từ năm 2010 đến năm 2012, ông là linh mục giáo xứ Thánh Simon và Giuđa Tađêô tại Torre Angela. Ông cũng là tác giả của một số ấn phẩm mục vụ Công giáo.
Ngày 31 tháng 1 năm 2012, Tòa Thánh bổ nhiệm Đức ông Matteo Maria Zuppi làm Giám mục Hiệu tòa Villanova và chức giám mục phụ tá Giáo phận Rôma. Lễ truyền chức cho tân giám mục cử hành vào ngày 14 tháng 4 cùng năm. Nghi thức truyền chức cử hành bởi giám quản giáo phận Rôma Agostino Vallini và hai vị phụ phong gồm Tổng giám mục Giovanni Battista Pichierri, Tổng giám mục Tổng giáo phận Trani-Barletta-Bisceglie (-Nazareth) và giám mục Vincenzo Paglia, giám mục chính tòa giáo phận Terni-Narni-Amelia.
Giám mục Matteo Maria Zuppi dễ gần và hài hước. Ông không sử dụng Tòa giám mục mà sử dụng nhà dành cho tu sĩ giáo phận. Ông thường ở lại sau lễ để trò chuyện với giáo dân.
Ngày 27 tháng 10 năm 2015, Giáo hoàng Phanxicô bổ nhiệm giám mục Zuppi làm Tổng giám mục Bologna và trưởng giáo tỉnh Bologna. Ông ưu tiên mục vụ cho người nghèo và người thất nghiệp. Tháng 5 năm 2016, chính quyền thành phố đuổi các gia đình trờ không có nơi cư trú khỏi một căn nhà và ông làm trung gian thương thuyết giúp đỡ những người này. Tổng giám mục Zuppi dùng phần lợi nhuận của hãng làm cửa thuộc gáo phận để hỗ trợ họ. Cơ quan Caritas (giáo phận) sau đó phân phối một triệu euro cho những gia đình khó khăn nhất. Sau những năm tháng hoạt động cùng Cộng đoàn Sant'Egidio, Tổng giám mục Zuppi quan tâm đối thoại về nhiều lĩnh vực đặc biệt là đối thoại liên tôn giáo.
Ngày 1 tháng 9 năm 2019, giáo hoàng Phanxicô công bố quyết định vinh thăng Tổng giám mục Matteo Maria Zuppi tước vị Hồng y của Giáo hội Công giáo. Lễ nhận tước vị chính thức được tổ chức sau đó vào ngày 5 tháng 10 cùng năm. Ông trở thành Chủ tịch Hội đồng giám mục Italia vào ngày 24 tháng 5 năm 2022.